# 1776 (spil)
 For alternative betydninger, se 1776 (flertydig). (Se også artikler, som begynder med 1776)
1776 er et brætspil, udviklet af Randell Reed for Avalon Hill og oprindeligt udgivet i 1974. Spillets tema er den amerikanske revolution og den amerikanske uafhængighedskrig. Spillet indeholder en kampagne samt fire scenarier: Invasionen af Canada, Saratogafelttoget, Nathanael Greenes felttog i Syden og belejringen af Yorktown.

## Eksternt link
- 1776   på BoardGameGeek

| Spil | Spire Denne artikel om spil eller lege er en spire som bør udbygges. Du er velkommen til at hjælpe Wikipedia ved at udvide den. |